# Incidente di Kecksburg

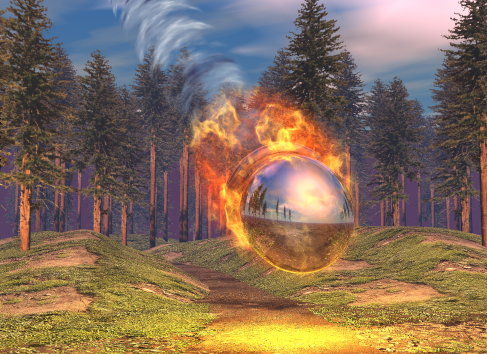
Ricostruzione virtuale dell'incidente di Kecksburg

L'incidente di Kecksburg ebbe luogo il 9 dicembre 1965 a Kecksburg, in Pennsylvania. Un'intensa palla di fuoco è stata vista da migliaia di persone in almeno sei stati statunitensi e dall'Ontario, in Canada. Descritta inizialmente dai media come la caduta di un meteorite, è stata in seguito spiegata dalla NASA con il rientro in atmosfera del satellite sovietico Kosmos 96. Ma, secondo gli ufologi, si tratterebbe invece della caduta di un UFO (un cosiddetto UFO crash), seguito dall'immediato recupero del relitto da parte dell'esercito americano. È stata recentemente proposta un'ipotesi alternativa, secondo cui si sarebbe trattato di un satellite-spia statunitense.

## Cronologia degli eventi
Il 9 dicembre 1965, verso le 16:30, molte centinaia di testimoni nei tre stati americani di Michigan, Ohio, Pennsylvania e in quello canadese dell'Ontario videro una palla di fuoco, seguita da una scia di vapore, attraversare il cielo su un asse nord-ovest/sud-est.
Anche molti piloti in volo al momento dei fatti notarono il fenomeno e riferirono di un'onda d'urto percepita in prossimità dell'oggetto. La scia di vapore durò più di 20 minuti dopo il passaggio dell'oggetto (essa fu d'altra parte filmata e fotografata da numerosi testimoni).
Alle 16:45 due bambini, che giocavano in un bosco nei pressi della piccola cittadina di Kecksburg, videro un oggetto luminoso schiantarsi in mezzo alla foresta e incendiare gli alberi circostanti. Entrarono immediatamente a casa e raccontarono l'accaduto alla madre, che avvisò subito pompieri e polizia.

## Tesi ufficiale
La spiegazione ufficiale all'epoca dei fatti, fu quella della caduta di un meteorite.
La NASA affermò successivamente trattarsi di resti di un satellite russo: diversi rapporti confermano che il satellite sovietico Kosmos 96 abbia effettivamente abbandonato la sua orbita il 9 dicembre 1965.
I detriti metallici ritrovati a Lapeer (Michigan) si rivelarono essere chaff in alluminio frequentemente utilizzati dai caccia dell'US Air Force.
Nel mese di novembre del 2007, la NASA ha riaperto il caso annunciando nuove ricerche.

## Opinione degli ufologi
Le ipotesi del meteorite e del satellite sovietico non hanno incontrato il favore degli ufologi, perché:
- Ivan Sanderson calcolò la traiettoria della palla di fuoco tenendo conto delle diverse testimonianze e stabilì che l'oggetto si spostava ad una velocità di appena 1 600 chilometri all'ora. Questo fatto non sarebbe compatibile con la tesi di un meteorite, che viaggerebbe a velocità più elevate.
- I rapporti NASA indicano che il satellite Kosmos 96 ha abbandonato l'orbita alle 3:15 del mattino, ossia 13 ore prima dei fatti di Kecksburg. Una simile durata sarebbe del tutto incompatibile con l'orario dell'impatto sulla regione di Kecksburg riportato dalle diverse testimonianze.

## Nuova ipotesi
Nel dicembre 2015, in occasione del 50º anniversario dell'evento, è stata resa nota un'ulteriore ipotesi: a Kecksburg sarebbe caduta una capsula statunitense GE Mark 2. Questa capsula, realizzata dalla General Electric e progettata originariamente come veicolo di rientro atmosferico per i missili balistici a medio raggio PGM-17 Thor, è stata usata in seguito per i satelliti-spia Corona; quest'ultimo uso è stato tenuto segreto fino al 1991.
La caduta della capsula a Kecksburg è compatibile con il lancio di un missile effettuato il 7 dicembre 1965 e spiegherebbe l'intervento dei militari per il recupero del relitto e le reticenze della NASA, dato che l'USAF non voleva fare sapere in che modo veniva spiata l'Unione Sovietica. Su quest'ipotesi, accettata da alcuni ufologi del MUFON, non c'è stata alcuna conferma da parte della NASA e delle Forze Armate statunitensi.